# Florian Bremm
Florian Bremm (* 14. August 2000) ist ein deutscher Leichtathlet, der sich auf den Mittel- und Langstreckenlauf spezialisiert hat.

## Sportliche Laufbahn
Seit 2023 ist Bremm Teil des LSC Höchstadt/Aisch. Davor ist er für den TV Leutershausen gestartet. Seine bisher größten Erfolge feierte er mit dem Sieg über 5000 Meter bei den Deutsche Meisterschaften 2023 und 2024. Ebenfalls wurde er Deutscher Meister 2024 über die 3000 m in der Halle. Im Juni 2024 nahm er an den Europäischen Leichtathletik-Meisterschaften teil und wurde dort 23.

## Persönliche Bestzeiten
(Stand: 19. Januar 2025)

Halle
- 3000 Meter 7:39,01 min, 19. Januar 2025, Luxembourg (LUX)

Freiluft
- 1500 Meter: 3:37,73 min, 11. Mai 2024, Karlsruhe
- 3000 Meter: 7:43,61 min, 9. Juli 2024, Székesfehérvár (HUN)
- 5000 Meter: 13:09,17 min, 19. Juli 2025, Heusden-Zolder (BEL)
- 3000 Meter Hindernis: 9:00,22 min, 15. Mai 2021, Karlsruhe

## Sonstiges
Bremm ist seit Februar 2023 Teil des Spitzensportes der bayrischen Polizei. Zuvor hatte er im Jahr 2020 eine Ausbildung bei der bayrischen Polizei begonnen und anschließend 5 Monate in einer Einsatzhundertschaft gearbeitet.
Gemeinsam mit seinen Vereinskollegen Jan Lenfert, Brian Weisheit, Nick Jäger, Fritz Biniok und Niklas Buchholz betreibt Bremm den YouTube-Kanal „Running Gags“, auf welchem die Trainingsgruppe Videos zum Thema Laufen veröffentlichen.